# ディロン郡 (サウスカロライナ州)
ディロン郡（英: Dillon County）は、アメリカ合衆国サウスカロライナ州の東部に位置する郡である。2010年国勢調査での人口は32,062人であり、2000年の30,722人から4.4%増加した。郡庁所在地はディロン市（人口6,788人）であり、同郡で人口最大の都市でもある。

## 歴史
ディロン郡は1910年にマリオン郡から分離して設立された。郡名も郡庁所在地の市名も、アイルランドの出身で、地域に鉄道を引くことを促進した裕福な市民ジェイムズ・W・ディロン（1826年-1913年）に因んで名付けられた。ディロンの努力の結果は、ウィルソン短絡鉄道の建設となり、これが後にアトランティック・コースト・ライン鉄道となり、ディロン郡と全国的な鉄道網とを直接結びつけることになって地域の繁栄に貢献した。

## 地理
アメリカ合衆国国勢調査局に拠れば、郡域全面積は407平方マイル (1,054.1 km2)であり、このうち陸地405平方マイル (1,048.9 km2)、水域は2平方マイル (5.2 km2)で水域率は0.42%である。

### 隣接する郡
- ロブソン郡 (ノースカロライナ州) - 北
- コロンバス郡 (ノースカロライナ州) - 北
- オリー郡 - 東
- マリオン郡 - 南
- フローレンス郡 - 南西
- マルボロ郡 - 西

## 人口動態
以下は2000年国勢調査による人口統計データである。
| 基礎データ - 人口: 30,722人 - 世帯数: 11,199 世帯 - 家族数: 8,063 家族 - 人口密度: 29人/km2（76人/mi2） - 住居数: 12,679軒 - 住居密度: 12軒/km2（31軒/mi2） 人種別人口構成 - 白人: 50.39% - アフリカン・アメリカン: 45.35% - ネイティブ・アメリカン: 2.21% - アジア人: 0.34% - 太平洋諸島系: 0.03% - その他の人種: 0.99% - 混血: 0.70% - ヒスパニック・ラテン系: 1.75% 年齢別人口構成 - 18歳未満: 29.1% - 18-24歳: 9.5% - 25-44歳: 27.5% - 45-64歳: 22.4% - 65歳以上: 11.5% - 年齢の中央値: 34歳 - 性比（女性100人あたり男性の人口） - 総人口: 87.4 - 18歳以上: 81.6 | 世帯と家族（対世帯数） - 18歳未満の子供がいる: 34.6% - 結婚・同居している夫婦: 44.8% - 未婚・離婚・死別女性が世帯主: 22.3% - 非家族世帯: 28.0% - 単身世帯: 25.1% - 65歳以上の老人1人暮らし: 9.9% - 平均構成人数 - 世帯: 2.71人 - 家族: 3.24人 収入と家計 - 収入の中央値 - 世帯: 26,630米ドル - 家族: 32,690米ドル - 性別 - 男性: 26,908米ドル - 女性: 18,007米ドル - 人口1人あたり収入: 13,272米ドル - 貧困線以下 - 対人口: 24.2% - 対家族数: 19.4% - 18歳未満: 33.3% - 65歳以上: 26.6% |

## 都市と町
- ディロン - 郡庁所在地
- フロイデール
- フォーク
- ハマー
- ケンパー
- レイクビュー
- ラッタ
- リトルロック